# Vale do Acre
Vale do Acre is de zuidoostelijke mesoregio van de Braziliaanse deelstaat Acre. Zij grenst aan Amazonas in het noorden en noordoosten, Rondônia in het oosten, Bolivia in het zuidoosten, Peru in het zuidwesten en de mesoregio Vale do Juruá in het westen en noordwesten. De mesoregio heeft een oppervlakte van ca. 77.616 km². Midden 2004 werd het inwoneraantal geschat op 446.932.
Drie microregio's behoren tot deze mesoregio:
- Brasiléia
- Rio Branco
- Sena Madureira

Mesoregio's: Vale do Acre · Vale do Juruá

Microregio's: Brasiléia · Cruzeiro do Sul · Rio Branco · Sena Madureira · Tarauacá